# Kế hoạch hành động về năng lượng tái tạo quốc gia
Kế hoạch hành động về năng lượng tái tạo quốc gia (National Renewable Energy Action Plan, viết tắt NREAP) là một báo cáo chi tiết do các quốc gia vạch ra nêu rõ các cam kết và các sáng kiến phát triển năng lượng tái tạo mà tất cả các nước thành viên của Liên minh châu Âu có nghĩa vụ thông báo cho Ủy ban châu Âu trước ngày 30 tháng 6 năm 2010. Kế hoạch cung cấp một lộ trình chi tiết về cách mà các nước thành viên dự kiến đạt được mục tiêu ràng buộc về mặt pháp lý đến năm 2020 về tỷ trọng của năng lượng tái tạo trong tổng mức tiêu thụ tài nguyên của họ, theo yêu cầu của điều số 4 trong Chỉ thị Năng lượng tái tạo 2009/28 / EC. Trong kế hoạch, các nước thành viên đưa ra các mục tiêu theo ngành, tổ hợp công nghệ mà họ dự kiến sử dụng, quỹ đạo mà họ sẽ theo đuổi, và các biện pháp và sửa đổi mà họ sẽ thực hiện để vượt qua các rào cản để phát triển năng lượng tái tạo
Mỗi báo cáo của NREAP cung cấp chi tiết về tỷ trọng năng lượng dự kiến được cung cấp bởi các nguồn năng lượng tái tạo cho đến và bao gồm năm 2020. Mục tiêu chung của các nước EU là sử dụng 20% năng lượng từ các nguồn năng lượng tái tạo, mặc dù mục tiêu của mỗi quốc gia là khác nhau đáng kể. Ngoài ra, các mục tiêu được chia nhỏ hơn nữa theo lĩnh vực sử dụng năng lượng bao gồm giao thông, điện và các lĩnh vực sưởi ấm và làm mát.

## Mục tiêu quốc gia về các nguồn năng lượng tái tạo
Mục tiêu chung của EU về sử dụng năng lượng tái tạo đạt 20% vào năm 2020. Các mục tiêu về năng lượng tái tạo ở mỗi quốc gia thay đổi khác nhau từ mức tối thiểu 10% ở Malta, đến 72% tổng năng lượng sử dụng ở Iceland.
| Mục tiêu chung quốc | Mục tiêu 2005 | Mục tiêu 2020 |
| --- | ------------- | ------------- |
| Áo | 23.3%         | 34%           |
| Bỉ | 2.2%          | 13%           |
| Bungari | 9.4%          | 16%           |
| Síp | 2.9%          | 13%           |
| Cộng hòa Séc | 6.1%          | 13%           |
| Đan Mạch | 17.0%         | 30%           |
| Estonia | 18.0%         | 25%           |
| Phần Lan | 28.5%         | 38%           |
| Pháp | 10.3%         | 23%           |
| Đức | 5.8%          | 18%           |
| Hy Lạp | 6.9%          | 18%           |
| Hungary | 4.3%          | 13%           |
| Iceland * | 63.4%         | 72%           |
| Ireland | 3.1%          | 16%           |
| Ý | 5.2%          | 17%           |
| Latvia | 32.6%         | 40%           |
| Lithuania | 15.0%         | 23%           |
| Luxembourg | 0.9%          | 11%           |
| Malta | 0.0%          | 10%           |
| Hà Lan | 2.4%          | 14%           |
| Na Uy * | 60.1%         | 67.5%         |
| Ba Lan | 7.2%          | 15%           |
| Bồ Đào Nha | 20.5%         | 31%           |
| Romania | 17.8%         | 24%           |
| Cộng hòa Slovakia | 6.7%          | 14%           |
| Slovenia | 16.0%         | 25%           |
| Tây Ban Nha | 8.7%          | 20%           |
| Thụy Điển | 39.8%         | 49%           |
| Vương quốc Anh | 1.3%          | 15%           |
| *Iceland và Na Uy đã đệ trình Kế hoạch về năng lượng tái tạo nên Ủy ban EU với các mục tiêu đến năm 2020 và chi tiết về các bước phát triển của họ. |               |               |

## Kế hoạch hành động năng lượng tái tạo cá nhân (NREAP)
Mỗi báo cáo của NREAP cung cấp một lộ trình phát triển năng lượng tái tạo cũng như chi tiết về tỷ trọng dự kiến của năng lượng do các nguồn tái tạo cung cấp cho đến năm 2020. Mục tiêu chung của các nước EU là sử dụng 20% năng lượng của họ từ các nguồn năng lượng tái tạo mặc dù các mục tiêu trong mỗi quốc gia có thể khác nhau đáng kể. Ngoài ra, các mục tiêu được chia nhỏ hơn nữa theo lĩnh vực sử dụng năng lượng bao gồm giao thông, điện và các lĩnh vực sưởi ấm và làm mát.
- Kế hoạch Hành động Năng lượng Tái tạo Quốc gia Phần Lan
- Kế hoạch hành động năng lượng tái tạo quốc gia của Pháp
- Kế hoạch hành động năng lượng tái tạo quốc gia Đức
- Kế hoạch Hành động Năng lượng Tái tạo Quốc gia Ý
- Kế hoạch hành động năng lượng tái tạo quốc gia Ba Lan
- Kế hoạch hành động năng lượng tái tạo quốc gia Thụy Điển
- Kế hoạch Hành động Năng lượng Tái tạo Quốc gia Vương quốc Anh
- Danh sách đầy đủ các Kế hoạch Hành động Năng lượng Tái tạo Quốc gia

## Các Kế hoạch Hành động Tiết kiệm Năng lượng Quốc gia (NEEAP) và Báo cáo Hàng năm
Ngoài NREAP và các báo cáo liên quan đến tiến độ, mỗi nước còn cung cấp các báo cáo về hiệu suất của việc sử dụng năng lượng và chi tiết thêm về cách mỗi nước sẽ đạt được các mục tiêu hiệu suất của việc sử dụng năng lượng của mình. Các báo cáo này được nộp ba năm một lần với các chi tiết về thành tích đạt được của các mục tiêu được báo cáo hàng năm
- Kế hoạch Hành động Quốc gia Đức về Tiết kiệm Năng lượng
- Danh sách đầy đủ các Kế hoạch Tiết kiệm Năng lượng Quốc gia và Báo cáo Hàng năm.

## Báo cáo Tiến độ ở EU
Ủy ban Châu Âu đã đánh giá các Kế hoạch Hành động Quốc gia về tính đầy đủ và độ tin cậy của chúng. Các Quốc gia Thành viên phải được thông qua và công bố. Ban đầu cứ sau 5 năm, một báo cáo đưa ra về các mục tiêu chỉ định của các nước thành viên cho mức tiêu thụ RES-E trong tương lai trong mười năm tiếp theo. Sau đó sẽ chỉ ra các biện pháp đã hoặc sẽ được thực hiện để đạt được các mục tiêu đó. Tính đến tháng 3 năm 2012, mười trong số các nước thành viên đang trên đà vượt qua mục tiêu quốc gia và 12 nước khác sẽ đạt được mục tiêu của họ. Cho đến nay, chỉ có năm nước thành viên tham gia là không đạt được mục tiêu của họ. Iceland và Na Uy cũng đã đệ trình các báo cáo NREAP nêu các mục tiêu năm 2020 của họ.
Các nước cũng có nghĩa vụ nộp báo cáo tiến độ hai năm một lần, nêu chi tiết những tiến triển mà họ đã đạt được để đáp ứng các kế hoạch hành động dài hạn của họ. Những điều này cung cấp một bảng phân tích chi tiết về sự phát triển năng lượng tái tạo theo ngành và thể hiện kết quả thực tế so với các mục tiêu trong kế hoạch hành động. Các báo cáo còn cung cấp thông tin hữu ích về những thành tựu của quốc gia trong việc sử dụng năng lượng tái tạo theo ngành. Ngoài ra, Ủy ban Châu Âu có thể biên soạn tổng quan về mục tiêu chung của toàn EU và báo cáo về tiến độ như trong báo cáo năm 2015 của mình.